# Clarence E. Hancock
Clarence Eugene Hancock, född 13 februari 1885 i Syracuse, New York, död 3 januari 1948 i Washington, D.C., var en amerikansk advokat och politiker (republikan). Han var ledamot av USA:s representanthus 1927–1947.
Hancock ligger begravd på Woodlawn Cemetery i Syracuse.